# Prêt pass-travaux
Le prêt pass-travaux est un prêt délivré en France par les organismes du 1 % Logement qui permet à ses bénéficiaires d'améliorer leurs résidences principales.

## Description
Le prêt pass-travaux est un prêt délivré par les organismes du 1 % Logement. Ce prêt permet de financer des travaux de rénovation, d’agrandissement ou d’embellissement dans la résidence principale à des conditions avantageuses : chauffage, isolation, fenêtres, toiture, revêtements muraux ou des sols, plomberie, électricité, ascenseur, adaptation du logement au handicap, ravalement...

## Caractéristiques
Le prêt pass-travaux est :
- d'un montant maximum de 8 000 € (ou 9 600 € sous condition de ressources)
- d'une durée pouvant aller jusqu’à 10 ans
- au taux de 1,5 % / an hors assurances facultatives
- sans frais de dossier

Le prêt pass-travaux est ouvert à tous les salariés du secteur privé et aux retraités depuis moins de 5 ans du même secteur, qu’ils soient locataires ou propriétaires, en maison individuelle ou en copropriété. Les travaux doivent être réalisés par une entreprise ou effectués dans le cadre d’une opération avec l’association Castors France Nord (association d’information, conseils et services pour la construction et l’amélioration de son logement, qui permet notamment des achats groupés de matériel).
Les prêts pass-travaux sont ouverts aux salariés des petites entreprises ne versant pas le « 1 % Logement ». Des modalités spécifiques du prêt pass-travaux sont prévues pour les logements en copropriétés dégradées et pour l’adaptation du logement de personnes handicapées.
Le prêt pass-travaux a été arrêté le 5 décembre 2008, à la suite d'une décision de l'UESL.

## Sources et liens externes
- GIC
- Prêt PASS-TRAVAUX du GILE 1 % Logement